# Serious Sam
Serious Sam är ett datorspel i förstapersons-perspektiv utvecklat av Croteam. Man spelar som Samuel "Serious Sam" Stone, en kraftig man oftast känd som "Serious Sam", och ska utföra olika minst sagt hysteriska uppdrag och ge sig ut på farliga äventyr. Till sitt förfogande har man en rad stora vapen för att besegra alla fantasifulla fiender man stöter på under spelets gång. Spelet bygger på Croteams egen spelmotor Serious Engine.

## The First Encounter
Serious Sam: The First Encounter är det ursprungliga spelet där "Serious Sam" måste ta sig an en mängd spännande uppdrag i Egypten bland sfinxer och pyramider.

## The Second Encounter
Serious Sam: The Second Encounter är en fristående expansion till föregångaren, men är inte en uppföljare. Det utspelas i bland annat Mexiko.

## Serious Sam HD
Den 25 juni 2009 tillkännagav Majestic Software att en återskapning av Serious Sam: The First Encounter, titulerad Serious Sam HD var under utveckling.
Serious Sam HD släpptes till Windows den 24 november 2009 genom Steam och till Xbox 360 den 13 januari 2010.
Serious Sam HD är originalspelet i den nya Serious Engine 3-motorn.